# دانشگاه الون
دانشگاه الون یک دانشگاه خصوصی در ایلان، کارولینای شمالی است. الون که در سال ۱۸۸۹ به عنوان کالج الون تأسیس شد، در شش مدرسه سازماندهی شده‌است که اکثر آنها مدرک لیسانس و تعدادی از آنها مدرک کارشناسی ارشد یا دکترای حرفه ای ارائه می‌دهند. تیم‌های دو و میدانی بین دانشگاهی ایلان در دو و میدانی ان‌سی‌ای‌ای بخش یکم به عنوان عضوی از انجمن دو و میدانی رقابت می‌کنند.
کمتر از بیست درصد از دانشجویان کارشناسی الون بومی ایالت کارولینای شمالی هستند.
موسسه‌ای که برای سال‌ها بیشتر ساکنان کارولینای شمالی را ثبت‌نام می‌کرد، در اواسط دهه ۱۹۷۰ شروع به ثبت نام تعداد قابل توجهی از دانشجویان از ایالت‌های میانه آتلانتیک کرد و شروع به بهبود استانداردهای تحصیلی خود برای پذیرش کرد. در آغاز قرن بیست و یکم، حدود ۶۸ درصد از دانشجویان این دانشگاه از خارج از ایالت می‌آمدند و تنها در صورتی پذیرفته می‌شدند که استانداردهای تحصیلی بالایی داشته باشند. تا سال ۲۰۱۳، ۸۲ درصد از دانشجویان ورودی از خارج از ایالت بودند.